# قلادة مبارك الكبير
قلادة مبارك الكبير هو وسام يمنحه أمير دولة الكويت للملوك ورؤساء الدول والحكومات.

## استحداث القلادة
بعد أن صدر القانون رقم 17 لسنة 1962 المنظم للأوسمة العسكرية في الكويت صار من الواجب تنظيم الأوسمة المدنية، فصدر قانون 20 لسنة 1974 بإنشاء قلادة مبارك الكبير، وبعدها بعام صدر مرسوم أميري ينظم أمور هذا الوسام. ويعد هذا الوسام أعلى وسام مدني في الكويت ويمنح للملوك ورؤساء الدول والحكومات. وسمي هذا الوسام باسم مبارك الصباح الحاكم السابع للكويت، لأنه يعد المؤسس الحقيقي للكويت. و نظم في نفس القانون إصدار وسام الكويت والذي يقسم على 8 درجات تتناسب مع مركز الشخص الممنوح له.

## قانون القلادة
ينص القانون رقم 20 لسنة 1974 على مايلي:
- المادة رقم 1: تنشأ قلادة باسم قلادة مبارك الكبير، يحملها رئيس الدولة. وينشأ وسام باسم وسام الكويت ويتألف من الدرجات التالية:

1. وسام الكويت ذو الوشاح من الطبقة الممتازة.
2. وسام الكويت ذو الوشاح من الطبقة الأولى.
3. وسام الكويت ذو الرصيعة من الطبقة الممتازة.
4. وسام الكويت ذو الرصيعة من الطبقة الأولى.
5. وسام الكويت من الطبقة الثانية.
6. وسام الكويت من الطبقة الثالثة.
7. وسام الكويت من الطبقة الرابعة.
8. وسام الكويت من الطبقة الخامسة.

- المادة رقم 2: يكون منح كل من القلادة والوسام المنصوص عليهما في المادة السابقة بأمر أميري.
- المادة رقم 3: تمنح قلادة مبارك الكبير لملوك ورؤساء الدول. كما يمنح وسام الكويت لأولياء العهد ورؤساء الوزارات والوزراء والسفراء، وكذلك لأبناء الكويت والأجانب الذين يقدمون خدمات جليلة للكويت أو للإنسانية.
- المادة رقم 4: يجوز منح وسام الكويت إلى الذين أظهروا شجاعة فائقة سواء أكانوا من العسكريين أو المدنيين. كما يجوز منح هذا الوسام أيضاً إلى أسماء من يستشهد منهم.
- المادة رقم 5: تحدد بمرسوم مواد وأشكال ورسوم القلادة والوسام المنصوص عليهما في المواد السابقة وكذلك الترتيبات الخاصة بالترشيح والتقليد والحمل وغير ذلك من الشئون المتعلقة بهما.
- المادة رقم 6: يكون ترتيب قلادة مبارك الكبير قبل وسام الكويت. ويكون ترتيب وسام الكويت حسب الدرجات الواردة في المادة الأولى من هذا القانون. وفي حالة اجتماع أوسمة مدنية وأوسمة عسكرية يكون ترتيبها كالآتي:

1. وسام الدفاع الوطني برتبة الثلاثة بعد وسام الكويت ذو الرصيعة من الطبقة الأولى وقبل وسام الكويت من الطبقة الثانية.
2. وسام الواجب العسكري بعد وسام الكويت من الطبقة الخامسة.

- المادة رقم 7: تبقى القلادة والوسام وبراءتهما في حوزة ورثة الممنوح له على سبيل التذكار ودون أن يكون لأحدهم حق حمل أي منهما.
- المادة رقم 8: لا يجوز التصرف في القلادة أو الوسام سواء من حامل أي منهما أو ورثته كما لا يجوز الحجز عليهما.
- المادة رقم 9: على رئيس مجلس الوزراء والوزراء - كل فيما يخصه - تنفيذ هذا القانون، ويعمل به من تاريخ نشره في الجريدة الرسمية

## أشهر من حصل على القلادة
- صدام حسين رئيس العراق ( سبتمبر ايلول 1989 ) [1][2]
- الحسين بن طلال ملك المملكة الأردنية الهاشمية
- محمد أنور السادات
- جعفر نميري
- ليوبولد سنغور رئيس جمهورية السنغال السابق
- موسى تراوري رئيس جمهورية مالي
- جورج بوش الأب (1993)
- الأمير تشارلز (1993)
- بيل كلنتون (1994)
- الأمير ناروهيتو ولي عهد اليابان (1995)
- مهاتير محمد رئيس وزراء ماليزيا (1997)
- إميل لحود (2000)
- الملك عبد الله بن عبد العزيز (2000)
- الملك محمد السادس (2002)
- الملك حمد بن عيسى آل خليفة (2004)
- ميشال سليمان (2009)
- نيكولا ساركوزي (2009)
- الهام علييف رئيس جمهورية أذربيجان (2009)
- السلطان قابوس بن سعيد سلطان سلطنة عمان (ديسمبر 2009) [3]
- بشار الأسد (رئيس الجمهورية العربية السورية): مايو 2010.[4]
- عبد الفتاح السيسي (رئيس جمهورية مصر العربية): يناير 2015.[5]
- محمد بن سلمان آل سعود (ولي عهد السعودية): 10 ديسمبر 2021.